# Anja Matković
Anja Matković je hrvatska kazališna, filmska i televizijska glumica.
Diplomirala je glumu na Akademiji dramske umjetnosti u Zagrebu 2013. godine. U mladosti je bila skijašica i nastupila više puta na FIS utrkama.  Do sada je imala najznačaniju ulogu u TV-seriji "Novine".

## Filmografija

### Televizijske uloge
- "Sjene prošlosti" kao Tena (2024.)
- "Kumovi" kao Marina (2024.)
- "Nestali" kao Romkinja (2020.-2021.)
- "Pogrešan čovjek" kao Marina (2018.)
- "Novine" kao Renata Savić (2016. – 2018.)
- "Počivali u miru" kao Dina (2015.)
- "Stipe u gostima" kao sportašica (2014.)
- "Pod sretnom zvijezdom" kao profesorica (2011.)

### Filmske uloge
- "Nakon ljeta" - također je i scenaristica filma
- "Deset u pola" kao Gordana Matić (2021.)
- "Bepo" (kratki film) kao Nada (2019.)
- "Slova" (kratki film) kao policajka (glas) (2019.)
- "VIP Club" (kratki film) kao majka (2016.)
- "Iz košmara" (kratki film) kao bivša djevojka (2013.)

## Vanjske poveznice
- http://www.mala-scena.hr/home/biografije/a/anja-matkovic.aspx  Arhivirana inačica izvorne stranice od 14. kolovoza 2017. (Wayback Machine) Kazališne uloge Anje Matković
- http://www.buro247.hr/beauty/ekspert/mlada-glumica-anja-matkovic-prenosi-nam-poruku-jedne-frizure.html  Arhivirana inačica izvorne stranice od 14. kolovoza 2017. (Wayback Machine) Modni tutorial Anje Matković
- Anja Matković u internetskoj bazi filmova IMDb-u (engl.)